# 女子公寓
《女子公寓》是1970年香港邵氏兄弟(香港)所出品的喜劇片，由日籍導演井上梅次執導。

## 劇情
女歌手Betty 從台北前往香港尋找她的妹妹，在那裡她遇到了作曲家王德生，經介紹住在一個由憎恨男人的女房東陳太太經營的女子公寓裏

## 演員與角色
- 區燕青 飾  Winnie
- 衛子雲(當時藝名為章恆) 飾  Tommy
- 夏萍 飾  LuLu
- 郭曼娜 飾 白蒂
- 李麗麗 飾 Jenny
- 李鵬飛 飾  George
- 歐陽莎菲 飾 房東陳太太
- 丁茜 飾 尤淑慧
- 丁佩飾 尤淑文
- 楊帆 飾  王德生

## 相關連結
- 香港影庫上《女子公寓》的資料（繁體中文）
- 时光网上《女子公寓》的資料（简体中文）
- 豆瓣电影上《女子公寓》的資料 （简体中文）
- 互联网电影数据库（IMDb）上《女子公寓》的资料（英文）